# Bodenmöser
Die Bodenmöser sind ein Natur- und Landschaftsschutzgebiet im baden-württembergischen Landkreis Ravensburg auf dem Gebiet der Stadt Isny im Allgäu und der Gemeinde Argenbühl in Deutschland.

## Kenndaten
Das Gebiet wurde mit Verordnung des Regierungspräsidiums Tübingen vom 22. März 1990 als Natur- und Landschaftsschutzgebiet ausgewiesen. Das NSG wird unter der Schutzgebietsnummer 4.163, das LSG unter der Nummer 4.36.067 geführt. Der CDDA-Code für das Naturschutzgebiet lautet 162479 und entspricht der WDPA-ID. Die Bodenmöser sind unter dem Namen Bodenmöser W von Isny mit Rotmoos und der Nr. 10012/3050 auch als Geotop registriert.

## Schutzzweck
Wesentlicher Schutzzweck des Naturschutzgebietes ist die Erhaltung der Bodenmöser als eines der größten Beispiele für voralpine Moorkomplexe mit großflächigen Hoch-, Zwischen- und Niedermooren und als Teil eines Verbundes mit den voralpinen Moorlandschaften. Hierbei ist insbesondere der Schutz von Hochmoorflächen sowie Streu-, Feucht- und Naßwiesen vor Intensivierung, Entwässerung, randlicher Beeinträchtigung sowie anderen, die Naturschutzbelange schädigenden Nutzungen umfasst. Über die Erhaltung der in diesen Moorlebensräumen beheimateten Arten- und Lebensgemeinschaftsvielfalt hinaus sollen durch geeignete Pflege- und Unterhaltungsmaßnahmen solche Lebensräume wiederhergestellt oder in ihrer ökologischen Wertigkeit zu verbessert werden, die durch menschliche Eingriffe oder Übernutzung in der Vergangenheit beeinträchtigt wurden.
Wesentlicher Schutzzweck des Landschaftsschutzgebietes ist die Erhaltung des mit dem Naturschutzgebiet naturräumlich zusammenhängenden Grünland- und Waldgürtels als Pufferzone zur Vermeidung nachteiliger Einflüsse auf das NSG durch störende, den Naturhaushalt oder das Landschaftsbild des Isnyer Beckens beeinträchtigende Veränderungen der Umgebung. Es handelt sich um eine Landschaft von besonderer Schönheit und Eigenart, ausgeprägt im Wechsel großer offener Grünlandbereiche mit Wald und gehölzgesäumten Bachläufen, zur Sicherung des Landschaftsbildes und der Erholungsfunktion.
Dort befinden sich mehrere Moor- und Heideflächen, die bedeutendsten sind Eisenhammermoos, Riedmüllermoos, Rotmoos und Hasenmoos. Die reiche Flora und Fauna des Bodenmöser umfasst auch seltene Arten wie Kreuzotter und Sumpfschrecke, es wachsen Fieberklee und Pfeifengras.

## Renaturierung
Im Rahmen des Projektes Moore mit Stern, das durch eine Spende der Daimler AG ermöglicht wird, will der Naturschutzbund Deutschland Baden-Württemberg den Zustand der Bodenmöser sowie des Hinterzartener Moors im Hochschwarzwald durch Renaturierung verbessern. Im Rahmen der Maßnahmen wurden seit Oktober 2015 Entwässerungsgräben blockiert und standortfremde Fichten gefällt. Im Mai 2016, nach Abschluss der ersten Projektphase, war in den Hochmooren im Harprechtsmoos, im Gründelsmoos und im Riedmüllermoos bereits die Entstehung moortypischer Pflanzengesellschaften und Lebensgemeinschaften zu beobachten. Im Bereich Eisenberg West konnte indes eine starke Blüte von Abwasserpilzen im zentralen Graben und im unterhalb gelegenen Wiesengraben festgestellt werden, die mit unangenehmem Geruch einhergeht. Fachleute vermuten, dass dies eine unvorhersehbare Folge der Renaturierungsmaßnahmen sei, bei denen größere Mengen an Nährstoffen, hauptsächlich Phosphate, freigesetzt wurden. Das Phänomen könnte bis zu zwei Jahre andauern. Der Naturschutzbund beauftragte in Abstimmung der zuständigen Behörden im Landratsamt Ravensburg und im Regierungspräsidium Tübingen ein gewässerökologisches Fachinstitut,  Intensität und Dimension der Belastung zu bestimmen. Weitere Maßnahmen sind geplant.